# Ioan Igna
Ioan Igna (Timișoara, 4 giugno 1940) è un ex arbitro di calcio rumeno.

## Carriera
Acquisito il badge FIFA nel 1976, deve attendere il termine della carriera arbitrale del più famoso connazionale Nicolae Rainea prima di riuscire a ritagliarsi un proprio ruolo come arbitro di livello nei palcoscenici calcistici internazionali. Ecco quindi il suo curriculum:
- nel 1981 viene selezionato per i Mondiali Under-20 in Australia, dove dirige a Sydney Inghilterra - Australia (1:1)
- nel 1984 dirige dapprima la semifinale di andata di Coppa delle Coppe tra Porto e Aberdeen (1:0) e, successivamente, arbitra a Palo Alto un incontro anche al torneo calcistico dell'Olimpiade di Los Angeles, e cioè Germania Ovest - Arabia Saudita (6:0).
- nel 1985 è protagonista della semifinale di andata di Coppa UEFA tra Videoton e Zeljeznicar Sarajevo;
- nel 1986 arbitra dapprima la semifinale di ritorno di Coppa delle Coppe tra Dukla Praga e Dynamo Kiev e, successivamente viene convocato in vista del Campionato mondiale di calcio 1986 in Messico: qui gli toccano Germania Ovest-Scozia (2-1) e il quarto di finale Francia-Brasile, vinto dalla Francia ai rigori per 4-3, dopo l'1-1 dei 120 minuti, dove convalida tra i dubbi di molti il tiro di rigore siglato da Bruno Bellone con il pallone che sbatte contro il palo per poi finire in rete dopo avere sbattuto sulla testa del portiere brasiliano Carlos;[1] il regolamento sarebbe stato chiarito in seguito a questo episodio nel 1987, quando l'International Football Association Board chiarì definitivamente la regolarità del gol così convalidato nella precedente edizione del mondiale.[2]
- nel 1987 gli viene affidata la finale di ritorno di Coppa UEFA 1986-1987 tra Dundee United e IFK Göteborg;
- nel 1988, dapprima, gli viene assegnata la semifinale di ritorno di Coppa UEFA tra Espanyol e Bruges; dopodiché, chiamato a dirigere la semifinale del Campionato europeo di calcio 1988, Germania Ovest-Paesi Bassi, vinta dall'Olanda per 2-1, non è autore di una prestazione impeccabile;

Uscito ridimensionato da quest'ultima esperienza, termina la carriera nel 1989.
Dal 2009 al 2010 è capo-designatore degli arbitri rumeni, mentre dal 2011 (dopo l'inchiesta per corruzione che ha coinvolto il suo successore, Vasile Avram) diventa vice-designatore.